# 活塞五发动机
活塞五（HS-5）是中国人民解放军空军的一款活塞航空发动机，实际上是什韦佐夫发动机设计局АШ-62МР发动机技术资料仿制的九缸星形气冷式活塞发动机，装备运-5飞机使用。1958年6月试制成功，到1986年累计制造2600多台。在中华人民共和国南方航空机械有限公司仿造。该发动机的汽缸为星型排列，偶尔会因为液锁问题而导致提前报废。